# Peyrolles-en-Provence
Peyrolles-en-Provence (provansalsko Peiròla de Provença/Peirolo de Prouvènço) je naselje in občina v jugovzhodnem francoskem departmaju Bouches-du-Rhône regije Provansa-Alpe-Azurna obala. Leta 2007 je naselje imelo 4.286 prebivalcev.

## Geografija
Kraj leži v pokrajini Provansi ob reki Durance 22 km severovzhodno od Aix-en-Provence.

## Uprava
Peyrolles-en-Provence je sedež istoimenskega kantona, v katerega so poleg njegove vključene še občine Jouques, Meyrargues, Le Puy-Sainte-Réparade in Saint-Paul-lès-Durance s 17.633 prebivalci.
Kanton Peyrolles-en-Provence je sestavni del okrožja Aix-en-Provence.

## Zanimivosti
- kapela sv. Groba iz začetka 12. stoletja,
- cerkev sv. Petra iz 12. stoletja,
- grad château du Roi René iz 12. stoletja, z jamo la grotte au Palmier,

1. ↑  »Populations légales 2016«. Nacionalni inštitut za statistične in gospodarske raziskave. Pridobljeno 25. aprila 2019.